# Volkssternwarte mit Planetarium Dieterskirchen
Die Volkssternwarte mit Planetarium Dieterskirchen ist eine öffentliche Sternwarte mit angeschlossenem Planetarium im ostbayerischen Landkreis Schwandorf.
Sie befindet sich am südlichen Ortsrand von Dieterskirchen auf etwa 500 m Höhe. Da die Umgebung des Oberpfälzer Waldes vergleichsweise wenig von Lichtverschmutzung betroffen ist, eignete sich Dieterskirchen besonders als Standort einer Sternwarte.
Einmal wöchentlich sowie im Rahmen von gebuchten Gruppenführungen oder besonderen astronomischen Ereignissen sind Sternwarte und Planetarium für die interessierte Öffentlichkeit zugänglich. Besucher können sowohl eine live moderierte Planetariumsshow verfolgen als auch interessante Himmelsobjekte durch die verfügbaren Teleskope beobachten. Dabei wird die Einrichtung jährlich von rund 3.000 Personen besichtigt.

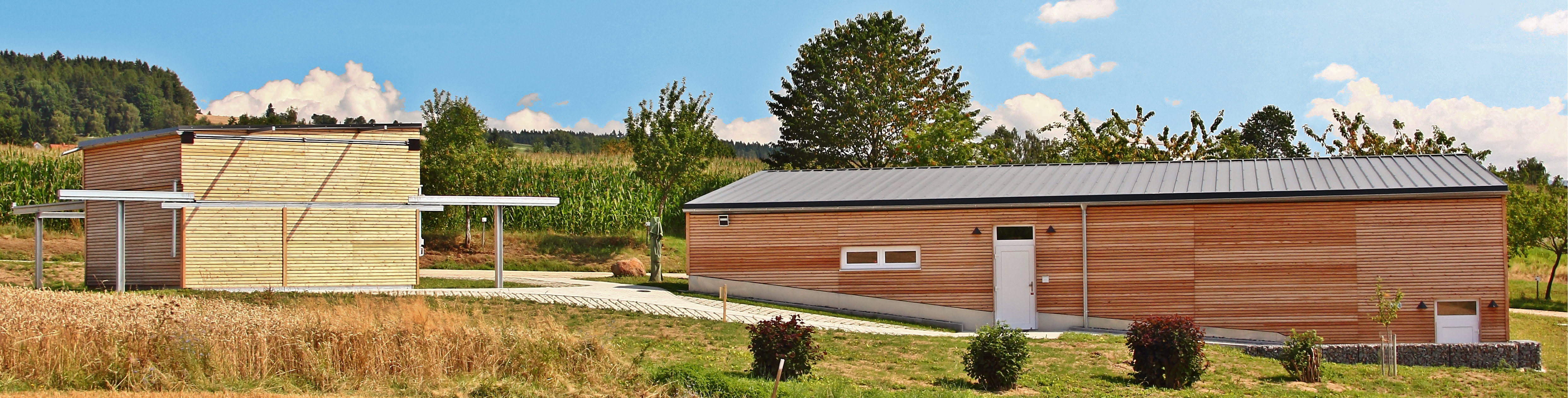
Sternwarte (links), Planetarium und Hauptgebäude (rechts)

## Geschichte
Die Sternwarte mit Planetarium wurde 2013/2014 auf Initiative von Dr. Heio Steffens erbaut. Die Dr. Heio und Brita Steffens Stiftung übernahm dabei einen Großteil der Finanzierung. Zudem wurde das Projekt durch das LEADER-Förderprogramm der Europäischen Union unterstützt. Für Unterhalt und Betrieb sorgt seither der Verein Sternenfreunde Dieterskirchen e. V.

## Ausstattung
Das Hauptinstrument der als Schiebedachkonstruktion realisierten Sternwarte bildet ein Cassegrain-Teleskop mit 700 mm Öffnung und 6400 mm Brennweite, das damit zu den größten öffentlich zugänglichen Teleskopen Bayerns zählt. Zur Sonnenbeobachtung dient ein H-alpha-Teleskop vom Typ LS 230 mit einem 230 mm Linsenobjektiv; zudem stehen ein 30 cm f/6 Dobson sowie ein 20 cm f/10 Schmidt-Cassegrain für Beobachtungen zur Verfügung.
Zur weiteren Ausrüstung gehören insbesondere astronomische Kameras wie eine astromodifizierte Sony α7s und die leistungsfähige Astrokamera FLI ML 50100; somit sind sowohl Liveübertragungen von Himmelsereignissen als auch professionelle Astrofotografie möglich. Für wissenschaftliche Projekte im Bereich der Sternspektroskopie stehen ein BACHES-Spektrograph sowie der speziell für das 700 mm Cassegrain-Teleskop konstruierte Echelle-Spektrograph HOPE zur Verfügung.
Die 6 Meter durchmessende Planetariumskuppel beherbergt den klassischen optomechanischen Sternprojektor Polaris MK1 sowie das digitale Fulldome-Projektionssystem Sky-Skan Definiti, das eindrucksvolle Visualisierungen von astronomischen Vorgängen ermöglicht.

## Bilder

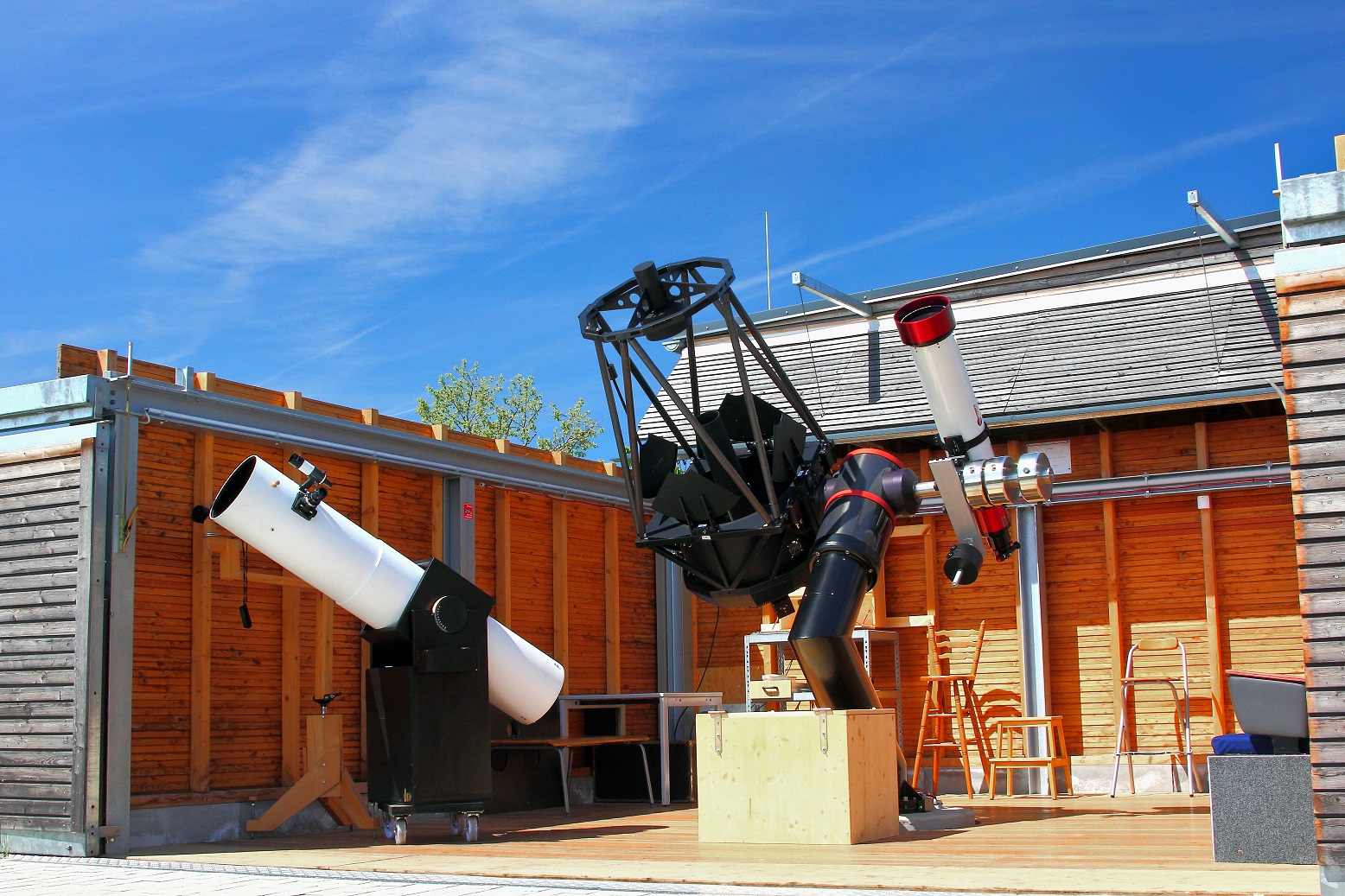
Teleskopgebäude; von links: 30 cm Dobson, 70 cm Cassegrain, 23 cm H-alpha-Teleskop
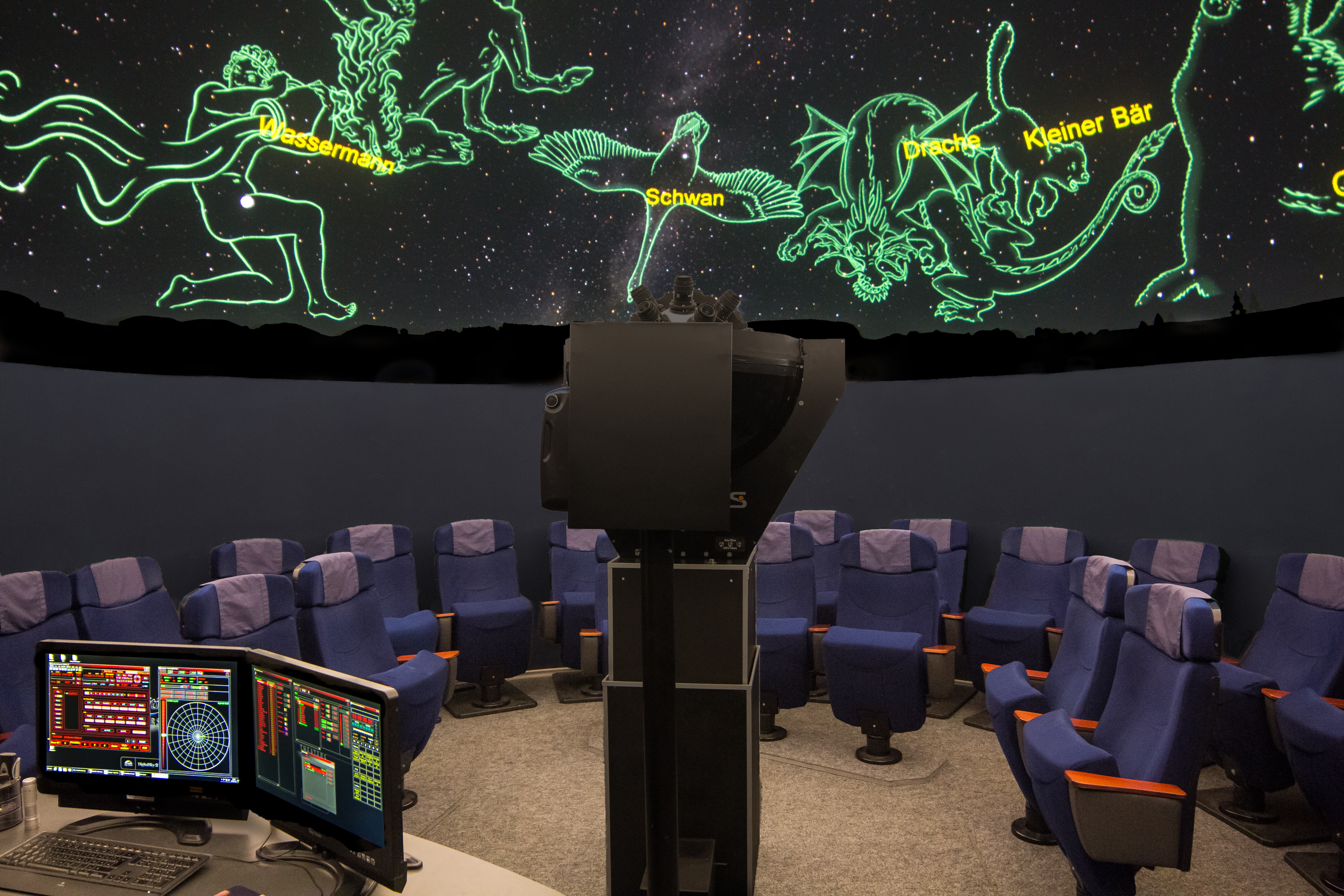
Planetarium
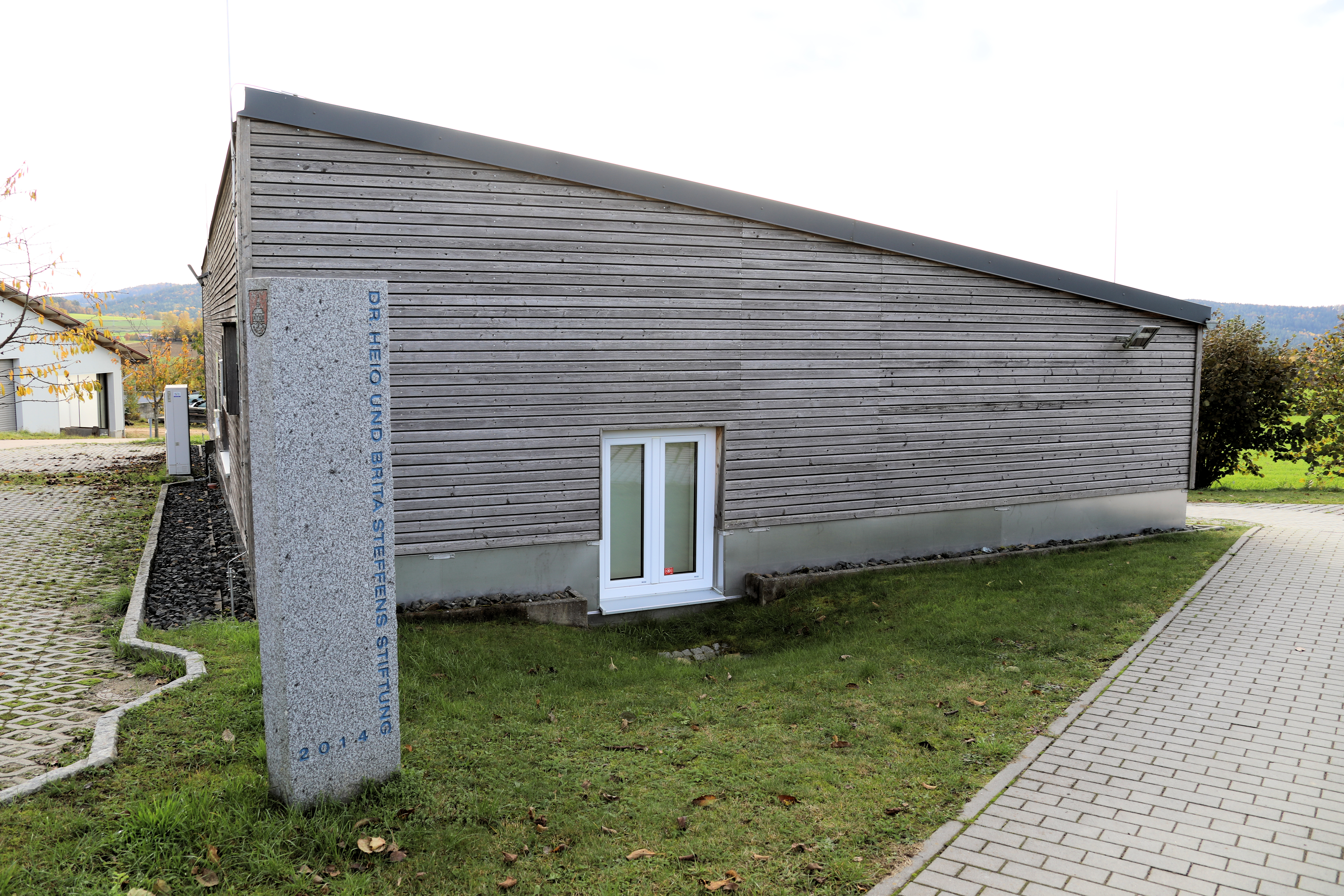
Sternwarte Dieterskirchen (2023)